# Beatrice Roverella
Beatrice Roverella (Ferrara, 1510 – 16 agosto 1575) è stata una nobildonna italiana.
Era figlia di Girolamo Roverella e di Taddea Contrari.
Fu soggetta per molti anni alle ingiurie del figlio Giampaolo, uomo violento, che neppure l'intervento del duca di Ferrara Ercole II d'Este intorno al 1541 riuscì a contrastare.

## Discendenza
Sposò in prime nozze il condottiero Giulio Manfrone, dal quale ebbe:
- Giulio jr.
- Giulia
- Angela
- Giampaolo (1523-1552), sposò Lucrezia Gonzaga.

Sposò in seconde nozze il condottiero Ercole Rangoni, conte di Castelvetro, Livizzano e Ravarino, dal quale ebbe:
- Ugo (1540-1609), condottiero;
- Venceslao, religioso;
- Alessandro (?-1572), militare al servizio di Venezia;
- Gherardo (1537-1540).

## Celebrazioni
Una medaglia in bronzo con il suo ritratto è presente nella National Gallery of Art di New York, opera di un anonimo scultore italiano del Cinquecento.